# História da Geórgia
Em 1803, o czar Alexandre anexou a Geórgia. Em 1917, porém, a Geórgia se tornou autônoma.
Em 1924 a Geórgia foi invadida pelos russos e em 1936 foi transformada em um das repúblicas da União Soviética.
Com a queda da União Soviética, a independência da Geórgia foi proclamada em 9 de abril de 1991, porém a data nacional é 26 de maio porque então foi eleito o primeiro presidente.
Entre 1995 e 2000 ocorreram inúmeros conflitos separatistas com as repúblicas da Ossétia do Sul e da Abecásia, que posteriormente se tornaram subdivisões da Geórgia.

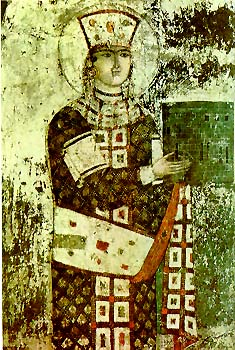
A Rainha Tamara I (1160–1213) governou em um grande período de prosperidade para o Império Georgiano.

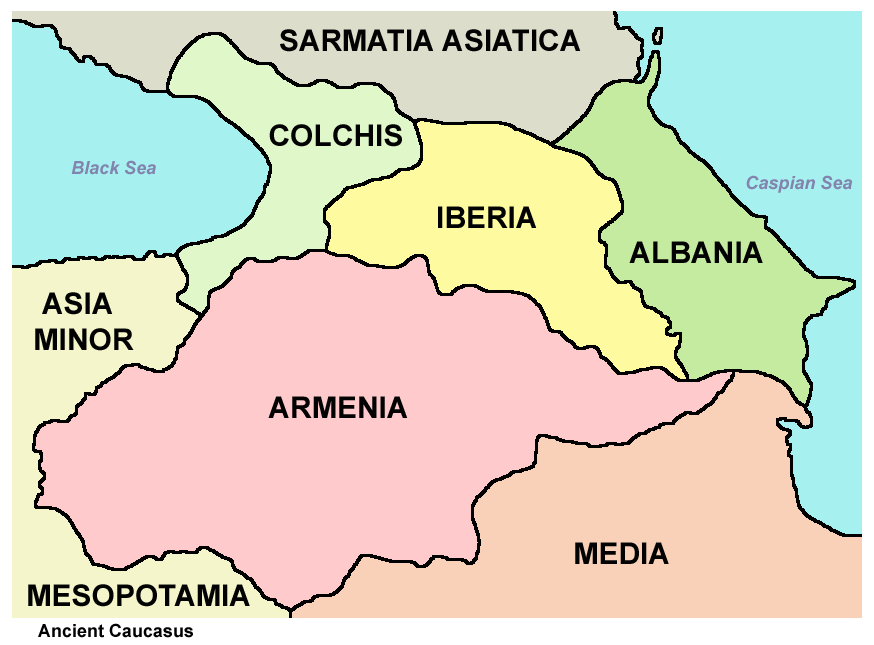

## A Geórgia antiga e medieval
Dois reinos georgianos na Antiguidade, Ibéria a leste do país e Cólquida ao oeste foram as primeiras nações da região a adotarem o cristianismo (317 e 523, respectivamente). Egrissi presenciou batalhas frequentes entre os rivais o Império Bizantino e a Pérsia Sassânida, os quais pretendiam conquistar a Geórgia, de tempos a tempos.
Como resultado, estes reinos foram divididos em várias regiões feudais nos primeiros anos da Idade Média. Isso facilitou aos árabes na conquista da Geórgia, no século VII. No início do século XI, as regiões rebeldes foram liberadas e unidas ao novo Reino da Geórgia. No inicio do século XII, o domínio da Geórgia se estendeu sobre grande parte do sul do Cáucaso, incluindo as zonas do norte e quase toda a costa norte que atualmente pertence à Turquia.
Este novo reino, que era tolerante com seus súditos muçulmanos e judeus, foi subordinado pelo mongóis no século XIII. Resultado foi que os vários governantes locais lutaram pela independência da Geórgia do governo central até sua total desintegração no século XV. Reinos vizinhos aproveitaram a situação e, desde o século XVI, a Pérsia e o Império Otomano subjugaram o leste e oeste da Geórgia, respectivamente. Os governadores dessas regiões, que parcialmente preservaram a sua autonomia, organizaram rebeliões em diversas ocasiões. As sucessivas invasões persas e otomanas enfraqueceram os reinos e rebeliões locais. Como resultado das guerras contra os Estados islâmicos a população da Geórgia foi reduzida para 250 000 habitantes.

## Anexação da Geórgia ao Império Russo
No período de 1769 a 1772, tropas russas do general Totleben batalharam contra os invasores turcos nos reinos georgianos de Imerícia e Cártlia-Caquécia.
Em 1783, o Império Russo e o reino leste da Cártlia-Caquécia (que já havia sido devastado pelas invasões da Turquia e da Pérsia) assinam o Tratado de Georgievsk, no qual Cártlia-Caquécia teria a proteção russa.
Em 8 de janeiro de 1801, o Czar Paulo I da Rússia, alegando pedidos do rei Jorge XII da Geórgia, assina um decreto incorporando a Geórgia (Cártlia-Caquécia) ao seu império, tratado reafirmado pelo Czar Alexandre I em 12 de setembro de 1801.
O enviado georgiano a São Petersburgo reagiu com uma nota de protesto ao vice-chanceler Príncipe Kurakin.. Em maio de 1801, o general russo Carl Heinrich Knorring destronou o herdeiro do trono da Geórgia, David Batonishvili, e instituiu o governo russo do General Ivan Petrovich Lasarev.

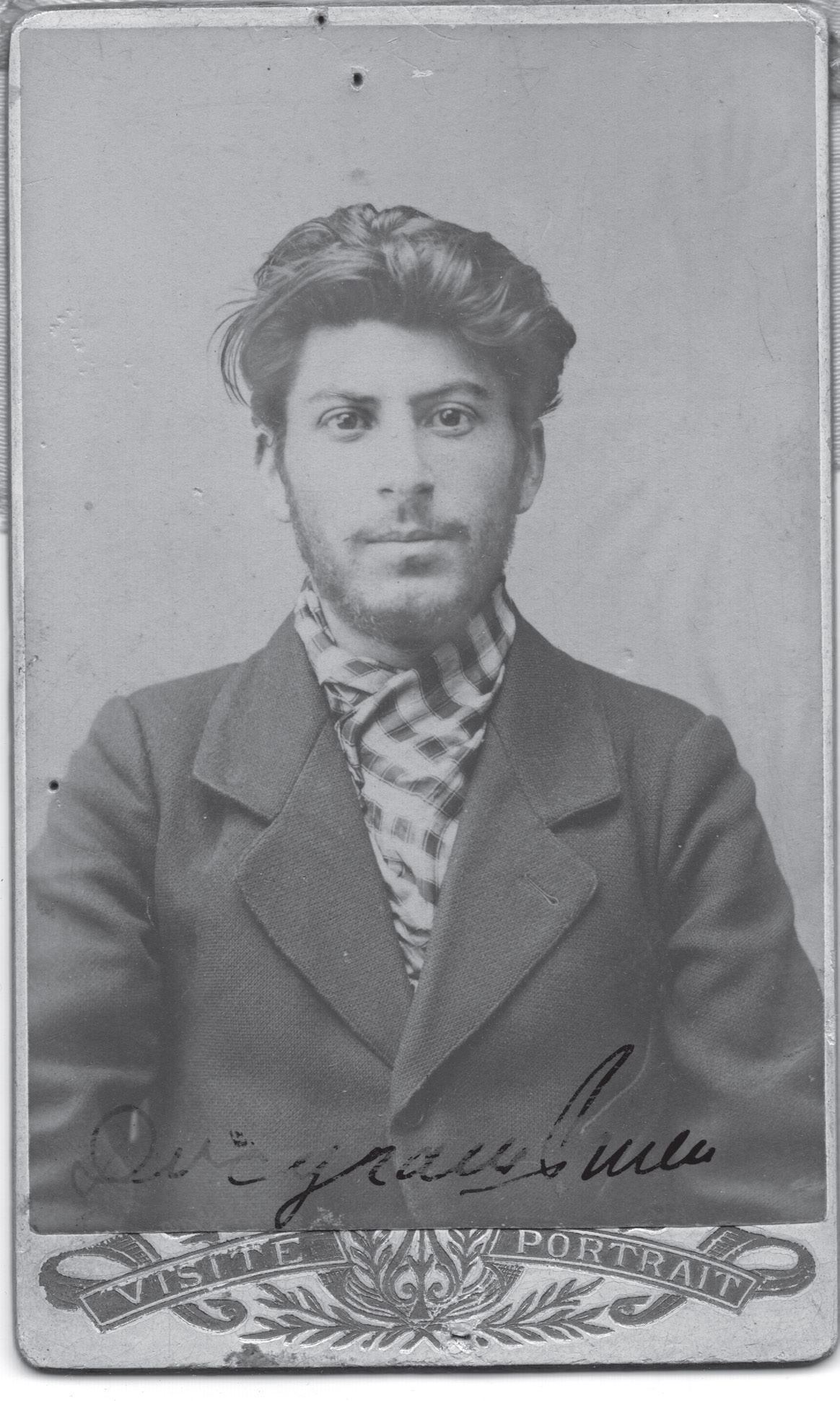
Josef Stalin nasceu numa cidadezinha georgiana chamada Gori, em 1878. Foto de 1902.

Parte da nobreza georgiana não aceitou o decreto até abril de 1802 quando o general Knorring a cerca na Catedral Sionista de Tbilisi e a força a fazer um juramento de lealdade ao Império Russo. Aqueles que se negaram foram temporariamente presos.
O país estava totalmente tomado pelos russos em 1804. No verão de 1805, tropas russas no Rio Askerani próximo de Zagam derrotam o exército persa, salvando Tbilisi de um ataque. Em 1810, o Reino da Imerícia foi anexado ao Império Russo após sufocarem a resistência do Rei Salomão II. De 1803 a 1878, como resultado de inúmeras guerras contra a Turquia e o Irã, diversos territórios georgianos foram anexados ao território russo. Estas áreas (Batumi, Artvin, Akhaltsikhe, Poti, e Abecásia) fazem parte, nos dias de hoje, do território da Geórgia.
Insatisfeitos com a autocracia czarista e de sua dominação econômica, os locais iniciam movimentos nacionalistas na segunda metade do século XIX. Uma grande revolta de agricultores, ocorrida em 1905, levam ao início de reformas políticas que acalmam a tensão do período. Durante este tempo, o Partido Trabalhista Social Democrata Russo (de característica marxista) se torna o movimento político dominante na Geórgia, ocupando todos os assentos do país na Duma, o congresso russo estabelecido em 1905. Josef Vissarionovich Djugashvili (conhecido como Josef Stalin), um bolchevique georgiano, se torna o líder do movimento revolucionário (e anti-menchevique) no país.

## República Democrática da Geórgia
|  |
|  |

A Revolução Russa de outubro de 1917 mergulhou a Rússia numa sangrenta Guerra Civil durante o qual dezenas de territórios anexados conseguiram suas independências. A Geórgia foi um deles, proclamando a República Democrática da Geórgia em 26 de maio de 1918. O novo país foi governado pela facção menchevique do Partido Trabalhista Social Democrata Russo, que estabeleceu um sistema multi-partidário em contraste com a "ditadura do proletariado" estabelecida pelos bolcheviques na Rússia. O Estado foi reconhecido pela União das Repúblicas Socialistas Soviéticas (URSS) pelo Tratado de Moscou e a maioria dos Estados ocidentais em 1921.
Em fevereiro de 1921, o Exército Vermelho invade a Geórgia e, após uma curta guerra, ocupa o seu território. O governo georgiano foi forçado ao exílio. Guerrilhas de resistência em 1921-1924 foram seguidas por uma rebelião patriótica em agosto de 1924. O Coronel Kakutsa Cholokashvili foi um dos mais conhecidos guerrilheiros desta fase.

## Governo Chevardnadze e independência
Em 9 de abril de 1991, pouco após o colapso da URSS, a Geórgia declarou independência. Em 26 de maio desse ano Zviad Gamsakhurdia foi eleito como o primeiro presidente da Geórgia independente. No entanto, Gamsakhurdia foi deposto por um sangrento golpe de estado entre 22 de dezembro de 1991 a 6 de Janeiro de 1992. O golpe foi instigado pela Guarda Nacional da Geórgia e uma organização paramilitar chamada "Mkhedrioni", a qual se dizia ser apoiada por unidades militares russas baseadas em Tbilisi. O país esteve envolvido em uma guerra civil que durou quase até 1995. Chevardnadze retornou à Geórgia em 1992 e se juntou aos líderes do golpe - Tengiz Kitovani e Dzhaba Ioseliani - para encabeçar um triunvirato chamado o "Conselho do Estado".
Em 1995, Chevardnadze foi oficialmente eleito como presidente, enquanto que duas regiões, a Abcásia e a Ossétia do Sul, rapidamente encontraram-se em disputa com separatistas locais, o que levou à guerra e à violência inter-étnica. Apoiada pela Rússia, a Abcásia ea Ossétia do Sul permanecem de fato independentes da Geórgia. Mais de 250.000 georgianos sofreram limpeza étnica na Abcásia por separatistas abcazes e voluntários norte-caucasianos, principalmente chechenos, entre 1992 e 1993 - mais de 25.000 georgianos foram expulsos de Tskhinvali, e muitas famílias ossetas foram obrigadas a abandonar as suas casas na região de Borjomi e se deslocaram para a Rússia.

## Revolução Rosa

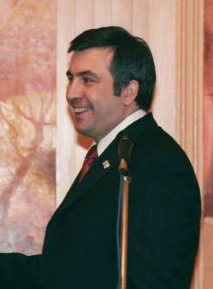
Mikhail Saakashvili, presidente da Geórgia.

Em 2003 Chevardnadze foi deposto por um golpe de forma pacífica e sem derramamento de sangue, conhecido como a "Revolução Rosa" liderada por Mikhail Saakashvili, Zurab Zhvania e Nino Burdzhanadze, os membros fundadores e líderes do partido majoritário. Nino Burdzhanadze assumiu poder interino até a eleição de Saakashvili, que tomou posse como presidente da Geórgia, em 25 de janeiro de 2004. Restaurar a integridade territorial nacional, reverter os efeitos da limpeza étnica e o regresso dos refugiados aos seus lares foram promessas pré-eleitorais do governo de Saakashvili. Após a revolução, uma série de reformas foram lançados para reforçar as milícias e a capacidade económica do país. Os esforços do governo para restabelecer a autoridade da Geórgia, no sudoeste da república autónoma da Adjara levou a uma grave crise no início de 2004. O sucesso na Adjara incentivou Saakashvili a intensificar seus esforços, mas não teria sucesso na separatista Ossétia do Sul. Apesar disso, Saakashvili segue gozando de grande popularidade no país. O líder da Igreja Ortodoxa tinha recomendado a monarquia e o advento de Jorge de Bagration, no exílio na Espanha, como um meio para a harmonia e estabilidade necessárias para a regiões separatistas se sentirem segura em uma Geórgia forte e unida.

## Guerra na Ossétia do Sul 2008
Em 7 de agosto de 2008 as forças armadas da Geórgia começaram a Operação Campo Limpo, a fim de "restabelecer ordem constitucional" na Ossétia do Sul. Os combates começaram na periferia da capital da Ossétia Sul, com a batalha de Tsjinval. Logo esta operação se converteria numa guerra entre a Geórgia de um lado, e as repúblicas separatistas pró-russas da Ossétia do Sul e da Abcásia e a Rússia de outro. A Geórgia foi derrotada militarmente e depois da Batalha no vale de Kodori, perdendo o controle do Vale Kodori na Abcásia.

## Reconhecimento da independência da Abcásia e da Ossétia do Sul

Localização das repúblicas separatistas na Geórgia: Abcasia e Ossétia do Sul.

A Rússia, assina em 26 de agosto de 2008 um decreto que reconhece a independência da Abkhazia e da Ossétia do Sul, duas regiões que tinham sido declaradas no início da década de 1990. A Rússia justificou o ataque pela Geórgia sobre a Ossétia do Sul como a principal razão para o reconhecimento da independência das regiões separatistas.
Estes reconhecimentos internacionais não foram imitados por qualquer outro Estado, com a exceção da Nicarágua, (a Bielorrússia declarou a sua intenção de seguir os passos da Rússia "dentro de dias") e além de não ter o apoio da ONU e sendo rejeitada pela União Europeia, Estados Unidos e seus aliados. Alguns analistas internacionais viram neste caso como uma resposta do Kremlin à independência do Kosovo, em Fevereiro de 2008, apoiado em grande parte pelos Estados Unidos e vários países europeus.
Na Geórgia, estradas e ruas do país foram cortadas por manifestantes exigindo a unidade do país georgiano. Entretanto, nas repúblicas separatistas, a população saiu às ruas para comemorar o reconhecimento da sua independência.